# Aspet
Aspet är en kommun i departementet Haute-Garonne i regionen Occitanien i södra Frankrike. Kommunen ligger i kantonen Aspet som tillhör arrondissementet Saint-Gaudens. År 2022 hade Aspet 914 invånare.

## Befolkningsutveckling
Antalet invånare i kommunen Aspet
Referens:INSEE